# Unbehagen (Album)
Unbehagen ist das zweite und letzte Album der Nina Hagen Band. Es erschien am 25. Februar 1980 bei CBS Records.

## Entstehung
Das Material für das Album existierte bereits während der Promotiontour für das erste Album im Februar und März 1979. Nach der Tour und vor Beginn der Aufnahmen waren Sängerin Nina Hagen und ihre Begleitband bereits heillos zerstritten. Da sie aber vertraglich noch ein weiteres Album schuldig waren, versuchten sie ein letztes Mal zusammenzuarbeiten. Die Aufnahmen fanden daher weitgehend getrennt statt. Zunächst spielte die Band die Musik ein, dann ergänzte Nina Hagen ihren Gesang, wobei die Arbeitsatmosphäre von Keyboarder Heil rückblickend als „relativ gut“ bezeichnet wird. Auch der Songwriting-Prozess war geteilt: Die Texte stammen alle von Nina Hagen, während die Musik von den Mitgliedern der Band komponiert wurde. Die Aufnahmen fanden zwischen Oktober und November 1979 in den Hansa-Tonstudios in West-Berlin statt. Bis auf Nina Hagen beteiligten sich alle Musiker an der Produktion und wurden dabei vom Musikproduzenten Ralf Nowy und dem Toningenieur Tom Müller unterstützt.
Nach dem Album gingen die Band und Nina Hagen getrennte Wege. Während Hagen eine Solokarriere startete, gründeten die restlichen Mitglieder die Band Spliff.

## Artwork
Das Album wurde mit zwei Schallplattencovern veröffentlicht. Die erste Version zeigt ein gezeichnetes Gesicht von Nina Hagen mit roten Haaren, im Hintergrund ist eine Skyline in der Dämmerung zu sehen. Auf dem zweiten Cover befindet sich lediglich der Schriftzug unbehagen auf grau-weiß-meliertem Hintergrund, wobei der Wortbestandteil hagen in Rot markiert ist. Für die ab 1988 veröffentlichten CD-Versionen wurde nur letzteres Cover verwendet.

## Inhalt
Es befinden sich zwei Coverversionen auf der Platte, zum einen eine deutschsprachige Version von Lucky Number, einem Lied von Lene Lovich, das sie 1979 zusammen mit dem Gitarristen Les Chapell als B-Seite komponiert hatte und zu dieser Zeit ein bekannter New-Wave-Disco-Hit war. Nina Hagen lernte Lene Lovich bei den Dreharbeiten zum Film Cha Cha kennen.
Zum anderen enthält das Album das Lied Wenn ich ein Junge wär, das Heinz Buchholz und Günter Loose 1963 für die italienische Schlagersängerin Rita Pavone geschrieben haben. Die Live-Version wurde bei einem Auftritt am 6. April 1979 in der Kongresshalle Saarbrücken mitgeschnitten. Textlich unterscheidet sich die Version der Nina Hagen Band an zwei Stellen vom Original. So singt Nina Hagen „Und käm’ ich spät nach Haus, macht’ mir kein Schwanz ein Drama daraus“ (im Original: „macht’ Daddy nicht ein Drama daraus.“) und „Ich würde in die Schwulen-Scene gehn und sexy Boys den Kopf verdrehn. Ich hätt genug Verkehr, wenn ich ein Junge wär“ (im Original: „Es gäbe keine mehr nebenbei, wär’ nur der einen immerzu treu. Es wäre halb so schwer, wenn ich ein Junge wär’!“). Der Soziologe Karl Lenz wählte die Pavone-Coverversion, um einen Wertewandel im Geschlechterverhältnis zu illustrieren: Nina Hagens Neufassung der Textzeilen zeige deutlich „ein Anleihen an feministische Positionen“ und sei mit dem Hinweis auf Homosexualität Ausdruck eines Wertewandels in der Gesellschaft.

## Stil
Das Album ist sehr avantgardistisch gehalten und enthält Elemente aus Reggae, Dub, Punk und Rock. Der Gesang von Nina Hagen war für diese Zeit, wie bereits auf dem Debütalbum, außergewöhnlich und wechselte die Nuancen während der Lieder. Sie benutzte ein Spektrum zwischen Krähen, Kreischen, Keifen und Jodeln und verwendete Stilelemente der Parodie und der Persiflage. Die Texte des Albums besingen vor allem Schönheit und Hässlichkeit und sind von vielen Kraftausdrücken geprägt.

## Titelliste
Alle Texte stammen von Nina Hagen, in Klammern sind die Komponisten des jeweiligen Songs angegeben.
Seite 1
1. African Reggae (Potschka, Heil) – 6:19
2. Alptraum (Mitteregger) – 6:12
3. Wir leben immer … noch (Lucky Number) (Lene Lovich, Les Chappell) 4:57
4. Wenn ich ein Junge wär (Live-Version) (Heinz Buchholz/Günter Loose) – 2:19

Seite 2
1. Herrmann hiess er (Praeker) – 6:36
2. Auf’m Rummel (Potschka) – 4:34
3. Wau Wau (Potschka, Mitteregger, Praeker, Heil) – 2:09
4. Fall in Love mit mir (Potschka, Mitteregger, Praeker, Heil) – 3:47
5. No Way (instrumental) (Potschka, Mitteregger) – 1:05

## Singleauskopplungen
- African Reggae (1979)
- Herrmann hieß er (1980)
- Auf'm Rummel (1980)

## Rezeption
Das letzte Album der Nina Hagen Band war, wie bereits der Vorgänger, ein maßgebliches Werk der frühen Punkmusik in Deutschland und markierte auch den Beginn des New Wave. Nach der Veröffentlichung war Hagen keineswegs zufrieden mit dem Werk und warf ihrer Begleitband vor, „die eigenen Solos in den Vordergrund geschoben zu haben“, ihre „Gags weggemischt“ zu haben und sie nicht zuletzt „total kastriert“ zu haben. Tatsächlich aber merkte man dem Album die Trennung kaum an.

## Kommerzieller Erfolg

### Chartplatzierungen
Das Album konnte sich in den österreichischen Charts auf Platz neun platzieren und war in der Bundesrepublik Deutschland mit Platz zwei am 25. Februar 1980 das bislang erfolgreichste Album von Nina Hagen. Auch in Schweden und Norwegen kam das Album in die Top 10.
| ChartsChartplatzierungen   | Höchstplatzierung | Wochen/ Monate |
| -------------------------- | ----------------- | -------------- |
| Deutschland (GfK)          | 2 (38 Wo.)        | 38 Wo.         |
| Niederlande (Dutch Charts) | 19 (5 Wo.)        | 5 Wo.          |
| Österreich (Ö3)            | 9 (3½ Mt.)        | 3½ Mt.         |

| ChartsJahrescharts (1980) | Platzierung |
| ------------------------- | ----------- |
| Deutschland (GfK)         | 16          |

### Auszeichnungen für Musikverkäufe
| Land/Region        | Auszeichnungen für Musikverkäufe (Land/Region, Auszeichnung, Verkäufe) | Verkäufe |
| ------------------ | ---------------------------------------------------------------------- | -------- |
| Deutschland (BVMI) | Gold                                                                   | 250.000  |
| Frankreich (SNEP)  | 2× Gold                                                                | 200.000  |
| Insgesamt          | 3× Gold ·                                                              | 450.000  |